# Sinal de Tinel
Sinal de Tinel é uma maneira de se detectar nervos irritados. Ele é realizado ao se realizar uma percussão sobre o nervo para desencadear uma sensação de formigamento na distribuição dos nervos. O sinal de Tinel recebe este nome em homenagem ao médico francês Jules Tinel (1879-1952).
Jules Tinel foi um neurologista francês mobilizado pelo Exército Francês durante a Primeira Guerra Mundial. Foi nessa época que ele se interessou em descobrir as consequências dos danos nos nervos periféricos em decorrência do trauma balístico, após examinar pessoalmente 693 soldados feridos, ele escreveu o seu famoso artigo em francês sobre o sinal da regeneração distal. Ele foi desmobilizado em 1919 e voltou a trabalhar em Paris. 

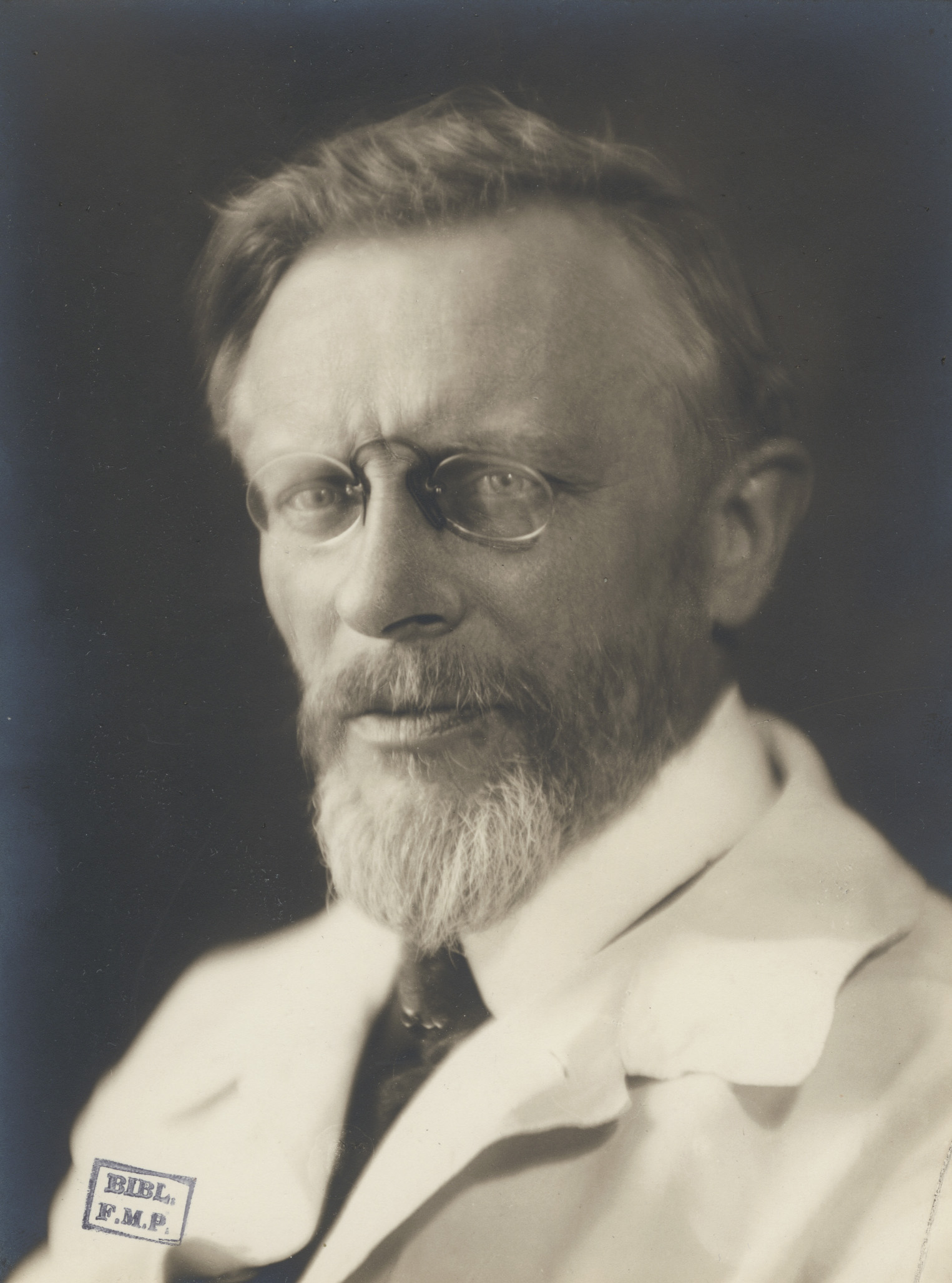
Jules Tinel

Em 1936, Jules Tinel foi eleito presidente da sociedade de neurologia.
Durante a Segunda Guerra Mundial, Tinel foi ativo na resistência francesa contra a ocupação nazista, escondendo pilotos americanos e britânicos em sua casa em Paris, os quais seu filho levaria para a Espanha. Quando o seu filho foi preso, Jules Tinel foi procurar por ele e acabou preso em Bordeaux, Tinel foi libertado após alguns meses, mas seu filho foi enviado para o campo de concentração de Mittelbau-Dora, onde morreu. 
Em 1947, teve um episódio de afasia, se recuperou após algumas semanas e voltou ao trabalho. 
Faleceu em 4 de março de 1952 de insuficiência cardíaca
‘‘Sua devoção incansável, sua bondade e seu altruísmo eram apenas
conhecidos por seus pacientes. Sua modéstia e aversão a reuniões públicas
impediram que seu trabalho tivesse a divulgação
merecia. O corpo médico desconhecia seu mérito"

## Usos
Na síndrome do túnel do carpo, na qual o nervo mediano está comprimido no punho, o sinal de Tinel é frequentemente positivo, causando formigamento na face palmar do polegar, indicador e dedo médio.